# Користівка
Кори́стівка — вузлова залізнична станція Знам'янської дирекції Одеської залізниці. Розташована в селищі Приютівка Олександрійського району Кіровоградської області.
Від станції відгалужуються лінії:
- на Знам'янку (завдовжки 38 км)
- на Бурти (40 км)
- на П'ятихатки (74 км).

## Історія
У 1869 році, завдяки будівництву залізничної лінії Одеса — Харків, а саме дільниці Єлизаветград — Крюків, на околиці сіл Протопопівка та Користівка (нині — частина селища Приютівка), біля однойменної річки, була відкрита станція Користівка. 8 жовтня 1869 року цією дільницею розпочався регулярний рух поїздів. У 1901 році від станції прокладена залізнична гілка у напрямку П'ятихаток, таким чином Користівка набула статусу вузлової. У тому ж році на станції споруджено локомотивне депо та перші житлові будинки.
У період революції 1905—1907, а саме — у жовтні—грудні 1905 року на станції Користівка відбулися три страйки залізничників, якими керував страйковий комітет на чолі з Ф. А. Половинка, П. Іляшевський, І. Сокол, І. Куляда та іншими.
У 1962 році станція електрифікована змінним струмом в складі дільниці Знам'янка — П'ятихатки змінним струмом (~25 кВ). 28 жовтня 2008 року відбулося урочисте відкриття електрифікованої дільниці Кременчук — Бурти — Користівка. Цією ділянкою пройшов електропоїзд ЕПЛ9Т-015.
Залізничні аварії
6 листопада 1986 року, о 03:02, на станції Користівка трапилося   зіткнення пасажирських поїздів № 635 «Криворіжжя» сполученням Кривий Ріг — Київ та № 38 «Донбас» сполученням Київ — Донецьк з важкими наслідками. В результаті катастрофи загинули 44 людини, 100 осіб отримали поранення. Пошкоджені до стану списання електровози ЧС4-005 та ЧС4-071, декілька пасажирських вагонів.
30 вересня 2005 року, під час руху вантажного поїзда, зійшли з рейок три з 56 вагонів. Один був порожній, 2 — із зерновідходами. Рух поїздів був зупинений на півгодини.

## Пасажирське сполучення
На станції Користівка зупиняються деякі поїзди далекого сполучення та приміські поїзди у напрямку станцій Знам'янка-Пасажирська, Олександрія, П'ятихатки, Вознесенськ, Кременчук.
З 12 грудня 2016 року через день курсували вагони безпересадкового сполучення Луцьк — Харків. З 10 грудня 2017 року, з введенням нового розкладу руху, безпересадкові вагони були скасовані, замість них був призначений через день новий нічний швидкий поїзд сполученням Харків —  Ковель, який прямував через станції Рівне, Козятин I, Знам'янка-Пасажирська, Павлиш, Кременчук, Кобеляки, Полтаву).